# Ingeborg Brams
Ingeborg Brams (* 9. Dezember 1921 in Hobro; † 14. Oktober 1989 ebenda) war eine dänische Schauspielerin.

## Leben
Ingeborg Brams war die Tochter von Ludvig Harald Brams (1886–1975) und Olga Jensen (1891–1960). Sie wuchs im norddänischen Hobro auf.
Nach ihrem Schulabschluss ging sie nach Kopenhagen, wo sie von 1939 bis 1942 an der Eleveskole des Königlichen Theaters Kopenhagen ihre Schauspielausbildung absolvierte. Ihr Bühnendebüt als Darstellerin hatte sie im Jahr 1943 am Aalborg-Theater. Sie stand in zahlreichen Theaterstücken, Varieté-Shows, Kabarett-Programmen und Musicals auf der Bühne, so unter anderem auch am Odense Teater, Aarhus Teater, Folketeatret oder am Frederiksberg-Theater.
Brams stand als Schauspielerin von 1941 bis 1979 in mehr als 20 Film- und Fernsehproduktionen vor der Kamera. 1952 erhielt sie eine Tagea Brandts Rejselegat, 1954 wurde sie mit dem Teaterpokalen ausgezeichnet. Sie war zudem als Drehbuchautorin und Synchronsprecherin für Zeichentrickfilme tätig. Im Jahr 1979 zog sie sich aus dem Rampenlicht zurück.
Ingeborg Brams war insgesamt dreimal verheiratet. Aus ihrer ersten Ehe hat sie die Tochter Maria Petri (* 1945), die ebenfalls kurzzeitig als Schauspielerin tätig war. Ihr Enkel ist der Regisseur Martin Tulinius (1967–2016). Brams starb am 14. Oktober 1989 im Alter von 67 Jahren an den Folgen einer Krebserkrankung. Ihre Grabstätte befindet sich auf dem Sondre-Kirkegard in Hobro.

## Filmografie (Auswahl)
- 1941: En søndag på Amager
- 1942: Tordenskjold går i land
- 1943: Når man kun er ung
- 1943: Drama på slottet
- 1943: Erik Ejegods pilgrimsfærd
- 1943: Mine kære kone
- 1944: Biskoppen
- 1946: Oktoberroser
- 1947: Lykke på rejsen
- 1950: Café Paradis
- 1957: Englen i sort
- 1976: Nu skal du bare høre
- 1979: Sanct Hansaften-spil